# Laser tag

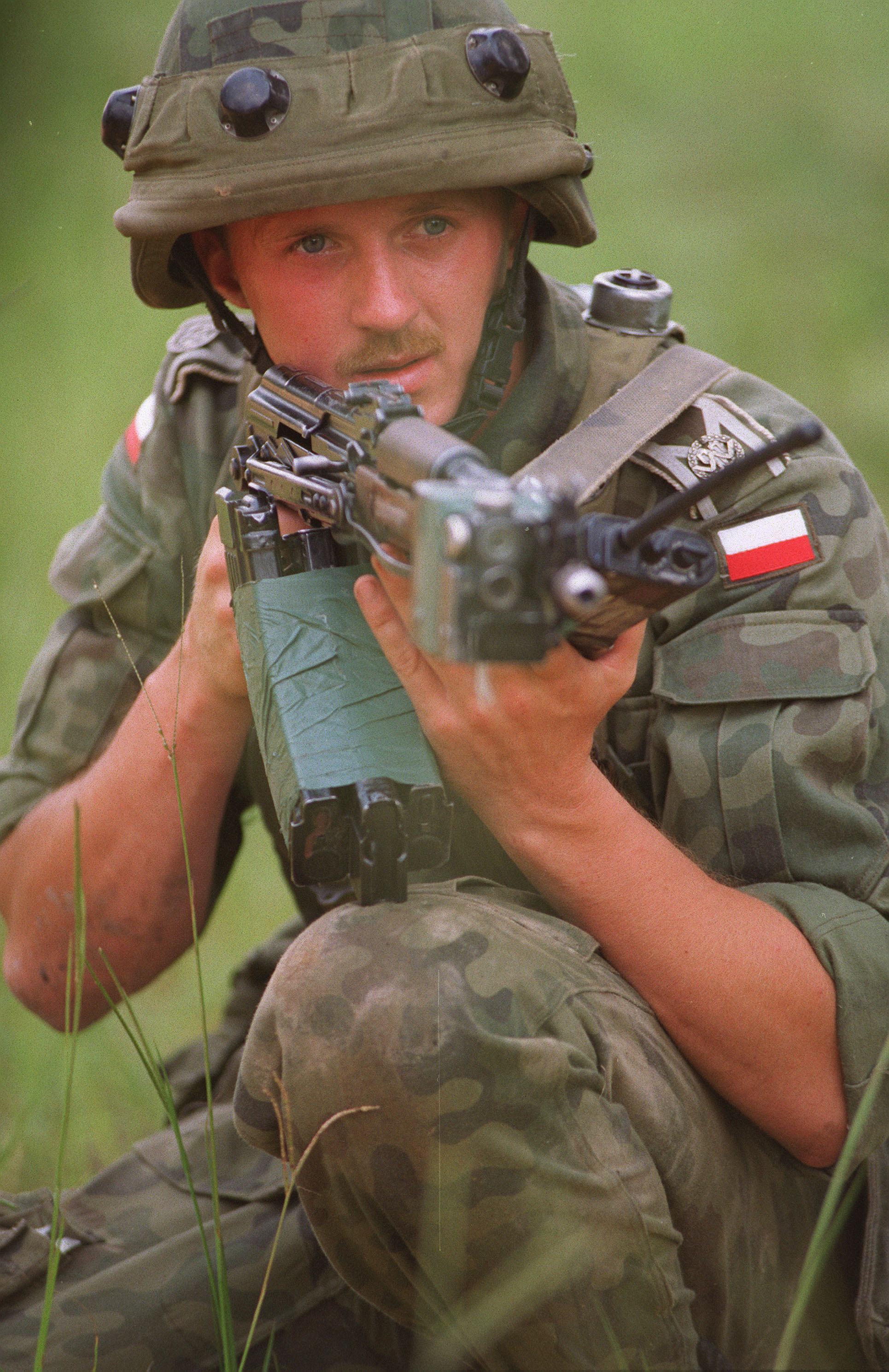
Żołnierz Wojska Polskiego w kamizelce MILES. Jego karabinek AKM wyposażono w odpowiedni nadajnik

Laser tag – zespołowy lub indywidualny sport, podobny do paintballa. Fizyczna "amunicja" znana z gier typu paintball czy ASG zastąpiona została kodowanym sygnałem świetlnym nadawanym i odbieranym przez elementy składowe gry (broń, urządzenia peryferyjne itp.) w podczerwieni. Z powodów propagandowych pierwsze wersje systemu używane przez USArmy nazywały system "laserowym", z tego względu często do dziś, nazywany jest również „laserowym paintballem”. 

## Historia
Gra wywodzi się z systemu szkolenia MILES (Multiple Integrated Laser Engagement System) wdrożonego w Siłach Zbrojnych USA na przełomie lat 70. i 80. System polegał na znakowaniu „trafionych” osób, do broni przymocowany był nadajnik emitujący wiązkę podczerwieni, a żołnierze nosili specjalne kamizelki z czujnikiem odbiornika. Przy skierowaniu wiązki w kierunku takiej kamizelki odzywał się głośny dźwięk informujący o „trafieniu”. Dzięki zastosowaniu podczerwieni możliwe było prowadzenie skomplikowanych ćwiczeń wojskowych (nawet z udziałem czołgów i śmigłowców) bez ryzykowania uszkodzenia czy zniszczenia obiektu a jednocześnie dając szkolonej np. załodze bardzo realne warunki szkoleniowe. Amerykańska armia miała nawet "do dyspozycji szkoleniowej" własny oddział "Armii Sowieckiej"  wyposażony w zdobyczny sowiecki sprzęt lub własny, ale możliwie dokładnie stylizowany "na sowiecki". 
W 1982 roku George Carter zaprojektował system gry oparty na nadajnikach i odbiornikach podczerwieni z możliwością zdobywania punktów do komercyjnego wykorzystania na arenach. Pierwsze centrum takiej gry otworzył Photon, w Dallas 24 marca 1984 roku.

## Opis
Gracze zdobywają punkty poprzez trafienie innego gracza urządzeniem z opcją podczerwieni LED. Namierza ona specjalny nadajnik (zazwyczaj umieszczony w kamizelce lub opasce na głowę), który dostaje każdy z graczy. W laser tag gra się zarówno w specjalnie przygotowanych pomieszczeniach lub też na zewnątrz. Gra w laser tag jest bezbolesna, ponieważ nie używa się tu pocisków. W zależności od rodzaju zastosowanych urządzeń, zasięg wynosi od 30 do ponad 200 metrów.
W Polsce rynek laser tag dopiero się rozwija. Coraz większe zainteresowanie widać szczególnie w dużych miastach, takich jak Warszawa, Poznań czy Gdańsk.

## Zalety gry w laser tag[3]
Do zalet, w porównaniu do klasycznej wersji z kulkami z farbą, zalicza się: 
- większy zasięg i celność
- darmowa amunicja
- możliwość gry dla dzieci
- brak zagrożenia dla zdrowia tak dla graczy, jak i osób postronnych
- możliwość organizacji rozgrywek w dowolnym miejscu, bez konieczności specjalnego sprzątania po grze[4]
- możliwość konfiguracji (ustalanie liczby punktów życia, nieograniczonej/ograniczonej amunicji itp.)
- bardziej realistyczne i estetyczne repliki
- utrudnione możliwości oszukiwania przez graczy („zabitym” graczom wyłączana jest broń, nie mogą udawać, że nie zostali trafieni)
- łatwa do wprowadzenia mechanika respawnów
- brak konieczności noszenia masek ochronnych (mających tendencję do zaparowywania w chłodniejsze dni)
- większa możliwość organizowania gier w ciasnych pomieszczeniach
- łatwiejsza i tańsza implementacja granatów

## Wady gry w laser tag
Do wad można zaliczyć większą niż w paintballu niedokładność (strzał jest rejestrowany przez ograniczoną liczbę czujników na stroju i hełmie ostrzeliwanego gracza i nie zawsze można idealnie trafić w to miejsce, które wcześniej obrano za cel (choć wada ta jest częściowo rekompensowana przez szerokość wiązki podczerwonej oraz jej rykoszetowanie od gładkich obiektów (pojazdów, gładkich jasnych ścian), mniejszy realizm fizyki (otrzymanie strzału jest bezbolesne, a pocisk nie opada i nie zmienia kierunku poprzez wiatr), większy koszt sprzętu w porównaniu z markerami.